# Wapen van Tielrode

Het wapen van Tielrode (sinds 1844)

Het wapen van Tielrode werd aan de toenmalige Oost-Vlaamse gemeente Tielrode toegekend bij KB van 13 oktober 1819. Sinds Tielrode in 1976 met de gemeente Temse fuseerde, heeft het wapen geen officiële status meer. Een vertaling van de blazoenering uit 1819 luidt als volgt:

Achtergrond van keel met twee sleutels van sabel, in het hoofd vergezeld van een raap in natuurkleur.

Aangezien de regels van de heraldiek verbieden een kleur (in dit geval sabel, dat wil zeggen zwart) op een andere kleur (in dit geval keel, dat wil zeggen rood) te plaatsen, veranderde een nieuw Koninklijk Besluit van 16 augustus 1844 de kleur van de sleutels in goud (in de heraldiek beschouwd als een metaal).

## Symboliek van het wapen
De twee sleutels verwijzen naar Sint-Pieter, de patroonheilige van Tielrode. In Matteüs 16:19 zegt Jezus immers tegen Petrus: "Ik zal je de sleutels van het koninkrijk van de hemel geven." (Nieuwe Bijbelvertaling). Belangrijk is dat de Henegouwse abdij van Lobbes, zelf toegewijd aan Sint-Pieter, al in de 10e eeuw een bidplaats opgericht had in Tielrode.

## Verwante symbolen en wapens

Het wapen zoals het in 1819 aangevraagd werd.
Het wapen van de Sint-Pietersabdij van Lobbes.
De raap, symbool van het Waasland

Aalst · Aalter · Assenede · Berlare · Beveren-Kruibeke-Zwijndrecht · Brakel · Buggenhout · Deinze · Denderleeuw · Dendermonde · Destelbergen · Eeklo · Erpe-Mere · Evergem · Gavere · Gent · Geraardsbergen · Haaltert · Hamme · Herzele · Horebeke · Kaprijke · Kluisbergen · Kruisem · Laarne · Lebbeke · Lede · Lierde · Lievegem · Lochristi · Lokeren · Maarkedal · Maldegem · Merelbeke-Melle · Nazareth-De Pinte · Ninove · Oosterzele · Oudenaarde · Ronse · Sint-Gillis-Waas · Sint-Laureins · Sint-Lievens-Houtem · Sint-Martens-Latem · Sint-Niklaas · Stekene · Temse · Waasmunster · Wetteren · Wichelen · Wortegem-Petegem · Zele · Zelzate · Zottegem · Zulte · Zwalm

Voormalige gemeentewapens: 
Bazel · Beveren · De Pinte · Kruibeke · Oosteeklo · Rupelmonde · Steendorp · Tielrode